# Fredrik von Malmborg
Karl Fredrik von Malmborg, född 27 december 1891 i Borgs socken, Östergötlands län, död 6 mars 1991 i Norrköpings Borgs församling, Östergötlands län, var en svensk motorcykelförare. Han var under 1920-talet en av Sveriges segerrikaste i landsvägs- och backtävlingar.
Fredrik von Malmborg, som var verksam som direktör i Norrköping, blev på det av honom själv (1922–1929) tillverkade motorcykelmärket S.O.K. bland annat prickfri i Majtävlingen 1922, Midvintertävlingen 1924 (trea 1925) och i tävlingen om Novemberkåsan 1922, i vilken senare han följande år vann amatörklassen. Vidare vann han D-klassen vid nordiska mästerskapet i backe 1925 och nordiska mästerskapet i lag 1926 och 1927. Han var även framgångsrik i jordbanetävlingar. von Malmborg är gravsatt på Borgs kyrkogård.